# Шимчак, Ришард
Ришард Владислав Шимчак (пол. Ryszard Władysław Szymczak, 14 декабря 1944, Прушкув, Польша — 7 декабря 1996, Варшава, Польша) — польский футболист, игравший на позиции нападающего.

## Клубная карьера
Во взрослом футболе дебютировал в 1962 году выступлениями за команду клуба «Гвардия», в которой провёл двенадцать сезонов, приняв участие в 213 матчах чемпионата и забил 69 голов. В 1972 году стал лучшим бомбардиром чемпионата Польши.
В течение 1974—1977 годов защищал цвета команды клуба «Булонь».
Завершил профессиональную игровую карьеру в клубе «Гвардия», в составе которого уже выступал ранее. Пришёл в команду в 1977 году и защищал её цвета до прекращения выступлений на профессиональном уровне в 1978 году.
Умер 7 декабря 1996 на 52-м году жизни в Варшаве.

## Выступления за сборную
В 1972 году дебютировал в официальных матчах в составе национальной сборной Польши. В течение карьеры в национальной команде, которая длилась всего 1 год, провёл в форме главной команды страны 2 матча.
В составе сборной был участником Олимпиады в Мюнхене в 1972 году, где вместе со сборной стал олимпийским чемпионом.

## Достижения
- Олимпийский чемпион: 1972